# Harhaj
Harhaj es un municipio situado en el distrito de Bardejov, en la región de Prešov, Eslovaquia. Tiene una población estimada, en abril de 2023, de 258 habitantes.
Está ubicado en el centro-norte de la región, cerca del río Topľa (cuenca hidrográfica del río Tisza) y de la frontera con Polonia.

## Demografía
| Año        | 1994 | 2004    | 2014 | 2024    |
| ---------- | ---- | ------- | ---- | ------- |
| Población  | 229  | 250     | 270  | 257     |
| Diferencia |      | +9,17 % | +8 % | −4,81 % |

| Año        | 2023 | 2024    |
| ---------- | ---- | ------- |
| Población  | 260  | 257     |
| Diferencia |      | −1,15 % |